# Malcolm Savidge
Malcolm Kemp Savidge (* 9. Mai 1946 in Surrey) ist ein britischer Politiker der Labour Party. Er war von 1997 bis 2005 Abgeordneter im House of Commons.

## Ausbildung und beruflicher Werdegang
Geboren in der Grafschaft Surrey erhielt Sevidge seine schulische Bildung unter anderem an der Wallington County Grammar School. Sein Studium absolvierte er an der University of Aberdeen. Anschließend arbeitete er 24 Jahre lang als Mathematiklehrer. Nach seinem Ausscheiden aus dem House of Commons schloss er sich dem British American Security Information Council an. Daneben ist er für die Oxford Research Group tätigt.

## Politische Karriere
Seine politische Karriere begann Savidge als Mitglied des Aberdeen City Council. Auf nationaler Ebene trat er zum ersten Mal 1991 bei einer Nachwahl im Wahlbezirk Kincardine and Deeside in Erscheinung. Er erreichte jedoch lediglich 7,7 % der Stimmen und belegte damit den vierten Platz. Bei den Unterhauswahlen im folgenden Jahr konnte er sein Ergebnis im selben Wahlkreis auf 9,1 % steigern, landete aber dennoch weit abgeschlagen wieder nur auf dem vierten Platz. Bei den Wahlen 1997 stellte ihn seine Partei als Kandidat für den Sitz des ausscheidenden Abgeordneten Robert Hughes im Wahlkreis Aberdeen North auf. Hier gelang es Savidge sich mit einem Vorsprung von 10.010 Stimmen oder 26,1 % gegen den zweitplatzierten Kandidaten der Scottish National Party, Brian Adam, durchzusetzen. Diesen Vorsprung konnte er bei seiner Wiederwahl 2001 nochmals steigern. Während seiner Zeit als Abgeordneter war er Mitglied des Umweltausschusses und war maßgeblich an der Ausarbeitung des Sunday Working (Scotland) Act 2003 beteiligt. Vor den Unterhauswahlen 2005 kam es zu einer Verschiebung der Wahlbezirke, sodass der bis dahin von Frank Doran vertretene Wahlkreis Aberdeen Central wegfiel. Daraufhin kam es zwischen ihm und Savidge zu einer parteiinternen Kampfabstimmung um die Kandidatur im Wahlkreis Aberdeen North. Dabei setzte sich Doran gegen Savidge durch, der sich daraufhin aus der Politik zurückzog.

## Mitgliedschaften und Auszeichnungen
Savidge ist Mitglied der United Nations Association für das Vereinigte Königreich, deren Vizepräsident er zugleich ist. Darüber hinaus engagiert er sich im One World Trust und ist Honorary Fellow der Robert Gordon University. Daneben gehört er dem International Institute for Strategic Studies an und ist sowohl Mitglied des Royal Institute of International Affairs als auch des Royal United Services Institute.